# 동평여자중학교
동평여자중학교(東平女子中學校)는 대한민국 부산광역시 부산진구 부암동에 있는 공립 중학교이다.

## 학교 연혁
- 1980년 1월 24일 : 동평여자중학교 30학급 설립인가
- 1980년 3월 1일 : 초대 정석용 교장 취임
- 1980년 3월 6일 : 개교 및 입학식 거행(10학급 686명)
- 1980년 4월 14일 : 개교기념식 거행
- 1983년 2월 15일 : 제1회 졸업식 거행(668명)
- 2001년 3월 1일 : 부산광역시교육청 지정 기초학력 자율 시범학교 운영(1년간)
- 2004년 3월 1일 : 부산광역시교육청지정 녹색학교 연구학교 2년 운영(2006.2)
- 2009년 3월 1일 : 부산광역시교육청지정 환경교육 연구학교 운영(2년간)
- 2014년 3월 3일 : 선진형 교과교실제학교 운영
- 2014년 4월 3일 : 다목적 강당 준공 (백란관)
- 2019년 7월 12일 : 무한상상실 구축
- 2020년 2월 1일 : 별별공간 구축
- 2020년 9월 20일 : 숲도서관 공간개혁 완공
- 2024년 9월 1일 : 제17대 이종명 교장 취임
- 2025년 2월 6일 : 제43회 졸업식(졸업생 113명, 총졸업생 15,460명)
- 2025년 3월 4일 : 2025학년도 제46회 입학식(5학급 140명)

## 참고 자료
- 동평여자중학교 - 한국교육학술정보원 학교알리미